# Garelli Motoleggera 125
Die Garelli Motoleggera 125 war ein straßentaugliches Motorrad mit 125 cm³ Hubraum, das von dem italienischen Hersteller Garelli zwischen 1959 und 1967 produziert wurde. Sie stellte den Einstieg der traditionell auf Zweitaktmotoren spezialisierten Marke in den Markt der viertaktbetriebenen Leichtkrafträder dar.

## Geschichte
Anfang der 1960er-Jahre wurde der italienische Motorradmarkt zunehmend von 125-cm³-Viertaktmaschinen dominiert, unter anderem von Marken wie Gilera, Ducati und Morini. Garelli, bekannt für seine Zweitakttechnik, war gezwungen, eine wettbewerbsfähige Alternative zu entwickeln, ohne dabei seine Produktionsphilosophie grundlegend zu ändern.
Deshalb griff Garelli auf die Technik des renommierten Herstellers Parilla zurück, dessen Viertaktmotoren bereits etabliert waren. Die daraus resultierende Motoleggera 125 war mit einem Luftgekühlten Viertaktmotor mit obenliegender Nockenwelle, Vierganggetriebe und einem Einrohrrahmen aus Stahlrohr ausgestattet.
Ein späteres Modell mit der Bezeichnung Motoleggera 125 KL wurde für den Export in die USA (unter dem Markennamen Rex) und nach Kanada produziert. Eine seltenere Sportversion, die als Motoleggera 125 Tipo Sport bezeichnet wurde, hatte sportlichere Ausstattungsmerkmale.

## Technische Daten
Die Motoleggera 125 verfügte über folgende technische Spezifikationen:
| Merkmal               | Wert                                                        |
| --------------------- | ----------------------------------------------------------- |
| Motor                 | Einzylinder-Viertaktmotor, 123,6 cm³                        |
| Bohrung × Hub         | 54 × 54 mm                                                  |
| Verdichtung           | 7,5:1                                                       |
| Leistung              | 7,5 PS bei 7500/min                                         |
| Kühlung               | Luftgekühlt                                                 |
| Gemischaufbereitung   | Dell’Orto L/B 20 BS                                         |
| Kupplung              | Mehrscheibenkupplung im Ölbad                               |
| Getriebe              | 4-Gang, Fußschaltung                                        |
| Zündung               | Schwunglichtmagnetzündung mit automatischer Frühverstellung |
| Start                 | Kickstarter                                                 |
| Rahmen                | Stahlrohr-Einrohrrahmen                                     |
| Vorderradfederung     | Teleskopgabel                                               |
| Hinterradfederung     | Hydraulische Federbeine                                     |
| Räder                 | Speichenräder mit verchromten Felgen                        |
| Bereifung             | vorn: 2,50 × 18 hinten: 2,75 × 18                           |
| Bremsen               | Trommelbremsen vorne und hinten                             |
| Gewicht               | ca. 100 kg                                                  |
| Höchstgeschwindigkeit | 100 km/h                                                    |
| Verbrauch             | k. A.                                                       |
| Tankinhalt            | 15 Liter                                                    |

## Besonderheiten
Die Motoleggera 125 war eines der wenigen Viertaktmodelle von Garelli. Trotz der eher kurzen Produktionszeit wurde sie auch in Kanada und den USA angeboten, in den Vereinigten Staaten unter dem Namen Rex KL125. Das Modell zählt heute zu den selteneren Motorrädern des Herstellers und ist vor allem unter Sammlern beliebt.